# 탐브라링가
탐브라링가(산스크리트어: ताम्ब्रलिङ्ग)는 최소 10~13세기 말레이반도(Malay Peninsula)에 있었던 인도화 왕국(Indianised kingdom)이다. 스리위자야 왕국(Srivijaya Kingdom)의 영향 아래에 있었지만 나중에는 독립하였다. 탐브라링가는 잊혀져 왔다가 학자들이 나콘시탐마랏 왕국(Nakhon Si Thammarat Kingdom) 혹은 산스크리트어로 나가라 스리 다르마라자(Nagara Sri Dharmaraja) 왕국을 탐브라링가로 인식하게 되었다. 산스크리트어(Sanskrit)와 프라크리트어(Prakrit)에서 '탐브라(tāmbra)' 혹은 '탐라(tāmra)'는 '구리(copper)', '구리색(copper-coloured)', '붉은색(red)'을 의미하며, '링가(linga)'는 '상징(symbol)'이나 '창조(creation)'라는 뜻으로 보통은 시바(Shiva)의 신령한 기운을 의미한다.
1001년, 탐브라링가는 처음으로 중국 송(宋)에 사절단을 보내었다. 12세기에는 버마 바간 왕국(Pagan Kingdom)과 스리랑카(Sri Lanka)의 한 왕국의 종주권 하에 있었던 것으로 보이지만 아닐 수도 있다. 13세기 중엽 최전성기였던 당시에는 찬드라바누(Chandrabhanu) 왕의 통치 하에 탐브라링가는 독립하였고, 힘을 재결집하고 강화하여 스리랑카를 침공하기도 했다. 13세기 말, 탐브라링가는 시암(Siam)의 역사에서 수코타이 왕국(Sukhothai Kingdom)의 종주권 하에 있었던 나콘시탐마랏 왕국으로 기록되었다.

## 관련 기록
중국의 『송회요고(宋會要稿)』에는 '단류미(丹流眉)'로 기록되어 있으며 970-1070년의 기록이 적혀 있다. 기록에 의하면 단류미는 당시 독립국이었던 것으로 보이며 1001년, 1016년, 1070년 송에 사절단을 파견하였다. 단류미는 탐브라링가의 음차로 보이지만 국가의 위치는 정확하게 묘사되어 있지 않다. 마단림(馬端臨)의 『문헌통고(文獻通考)』와 『송사(宋史)』에는 각각 '주미류(州眉流)'와 '단미류(丹眉流)'로 기재되어 있으며 모두 1001년에 중국에 사절단을 보냈다고 기록하고 있다.
13세기 조여괄(趙汝适)의 『제번지(諸蕃誌)』에는 스리비자야의 속국으로 '단마령(單馬令)'이 기재되어 있다. 단마령이 탐브라링가라는 것에 대해 의문을 제기하는 학자도 있지만, 중국학자 로드리히 프탁(Roderich Ptak)은 단며령을 파항(Pahang)의 템벨링(Tembeling)으로 비정하였다.
탐브라링가 역사에 관한 현지 사료는 1183년에 제작된 한 고대크메르어 명문으로, 수랏 타니 주(Surat Thani Province) 차이야 구(Chaiya District)의 왓 화 위앙(Wat Hua Wiang) 즉 화 위앙 사원(Hua Wiang temple)에서 발굴된 한 청동 불상의 기반에 새겨졌다. 명문은 12세기 후반 탐브랑라링가의 정치 상황을 알려준다. 또다른 중요한 사료는 1230년 찬드라바누왕에게 헌정된 산스크리트어 명문이다. 명문에는 찬드라바누를 '스리 다르마라자(Śrī Dharmarāja)'로 칭하고 있는데, 이는 산스크리트어로 '나가라 스리 다르마라자(Nagara Śrī Dharmarāja)'라고 하는 '나콘 시 탐마랏(Nakhon Si Thammarat)'이 곧 탐브라링가라는 것의 증거가 된다.

## 전성기

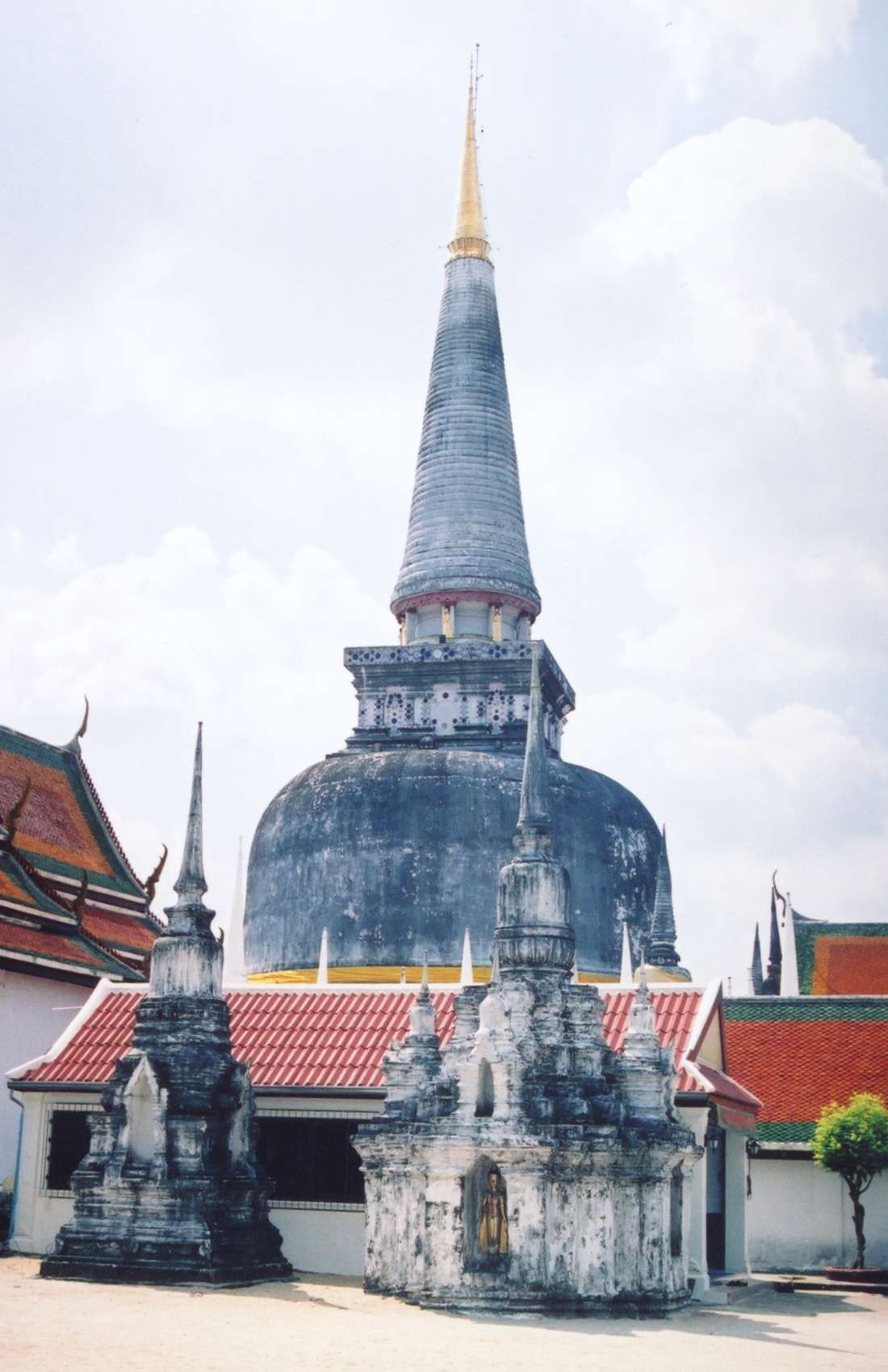
태국 나콘시탐마랏 주에 위치한 체디 프라 보로마탓(Chedi Phra Borommathat) 탑

나콘시탐마랏 주 인근 차이야(Chaiya)의 화 위엥 사원(Hua wieng temple)에서 발굴된 24번 명문(inscription No. 24)에 의하면, 탐브라링가의 군주 찬드라바누는 로터스 왕조(Lotus dynasty) 파드마밤사(Padmavamsa)의 국왕이었다.:184 찬드라바누는 1230년에 통치하기 시작하였고, 같은해 나콘시탐마랏의 탑인 프라 보로마탓(Phra Borommathat)의 수리와 축하연을 가졌다. 찬드라바누는 13세기 중엽 탐브라링가를 최절정기에 이르게 했다. 스리랑카와 타밀 자료와 원문에서 찬드라바누는 1247년 스리랑카를 침공한 탐브라링가왕 사바칸(Savakan)이었다. 그의 해군은 스리랑카섬 남부를 공격했지만 스리랑카 국왕에게 패배했다.
찬드라바누는 스리랑카섬 북쪽에 자프나 왕국(Jaffna kingdom)을 지배하는 독립 정권을 설립할 수 있었지만, 1258년 타밀 황제 자타바르만 순다라 판디아(Jatavarman Sundara Pandyan)에게 공격을 받고 항복하였다.:185 찬드라바누는 판디아 왕조(Pandyan dynasty)에 보석과 코끼리를 조공해야 했다. 1262년, 찬드라바누는 다시 스리랑카섬 남부를 공격하였고 그의 군대는 타밀족과 싱할리족(Sihanlese) 군대를 늘림으로써 강화되었지만, 판디아와 스리랑카가 합세하자 패배하였다. 이때 자타바르만 순다라 판디아의 형제 자타바르만 베에라 판디아(Jatavarman Veera Pandyan)가 개입하였고 찬드라바누는 전사하였다. 찬드라바누의 아들 사바칸마인단(Savakanmaindan)은 왕좌를 물려받았고 베에라 판디아의 지배에 복속하였으며, 보상금을 받고 북부 왕국의 통제를 유지하였다. 사바칸마인단의 통치도 1270년대 마라바르만 쿨라세카라 판디아 1세(Maravarman Kulasekara Pandyan I)의 등극과 판디아 군대의 침공 스리랑카 재침으로 소멸하였다. 마라바르만 쿨라세카라 판디아 1세는 침공을 담당한 장관 아랴차크라바르티(Aryachakravarti)의 쿨라세카라 신카이아리얀(Kulasekara Cinkaiariyan)을 자프나의 새로운 왕으로 임명하였다.
탐브라링가의 급속한 확장은 두 가지 의미에서 동남아시아사에 있어 예외적인 것이었다. 첫째, 찬드라바누의 스리랑카 침공과 자프나 점령은 오늘날 동남아시아 영역 너머로 수행되었던 유일한 동남아시아 국가의 해외 군대 원정이었다는 것이다. 둘째, 동남아시아 역사 기록에 있어, 태국 남부는 자바(Java), 수마트라(Sumatra), 말라카해협(Malacca Strait), 캄보디아(Cambodia), 참파(Champa), 베트남(Vietnam), 버마(Burma) 등에 비하여 부차적인 역할을 했다는 것이다. 따라서 13세기 탐브라링가가 중앙 무대로 갑작스럽게 등장한 것은 매우 흔치 않은 일이었다.

## 쇠퇴
14세기 말, 탐브라링가는 자바의 지원을 받은 수마트라의 멜라유 왕국(Melayu Kingdom)에 포함되었다. 마침내 1365년, 자바의 마자파힛 왕국(Majapahit Kingdom)은 나콘 스리 다르마라자(Nakorn Sri Dharmaraja)에 대하여, 나가라크레타가마(Nagarakretagama)에 적혀 있는 '다르마나가리(Dharmanagari)'로 인식하였다. 13세기 급격하게 두각을 드러냈음에도, 중국 사서에 의하면 14세기 '삼불제(三佛齊)'의 일원이었던 '단마령', 즉 스리비자야 혹은 자바카(Javaka)의 일원이었던 탐브라링가는 시암(Siam)의 일부가 되었다.

## 유산과 복구

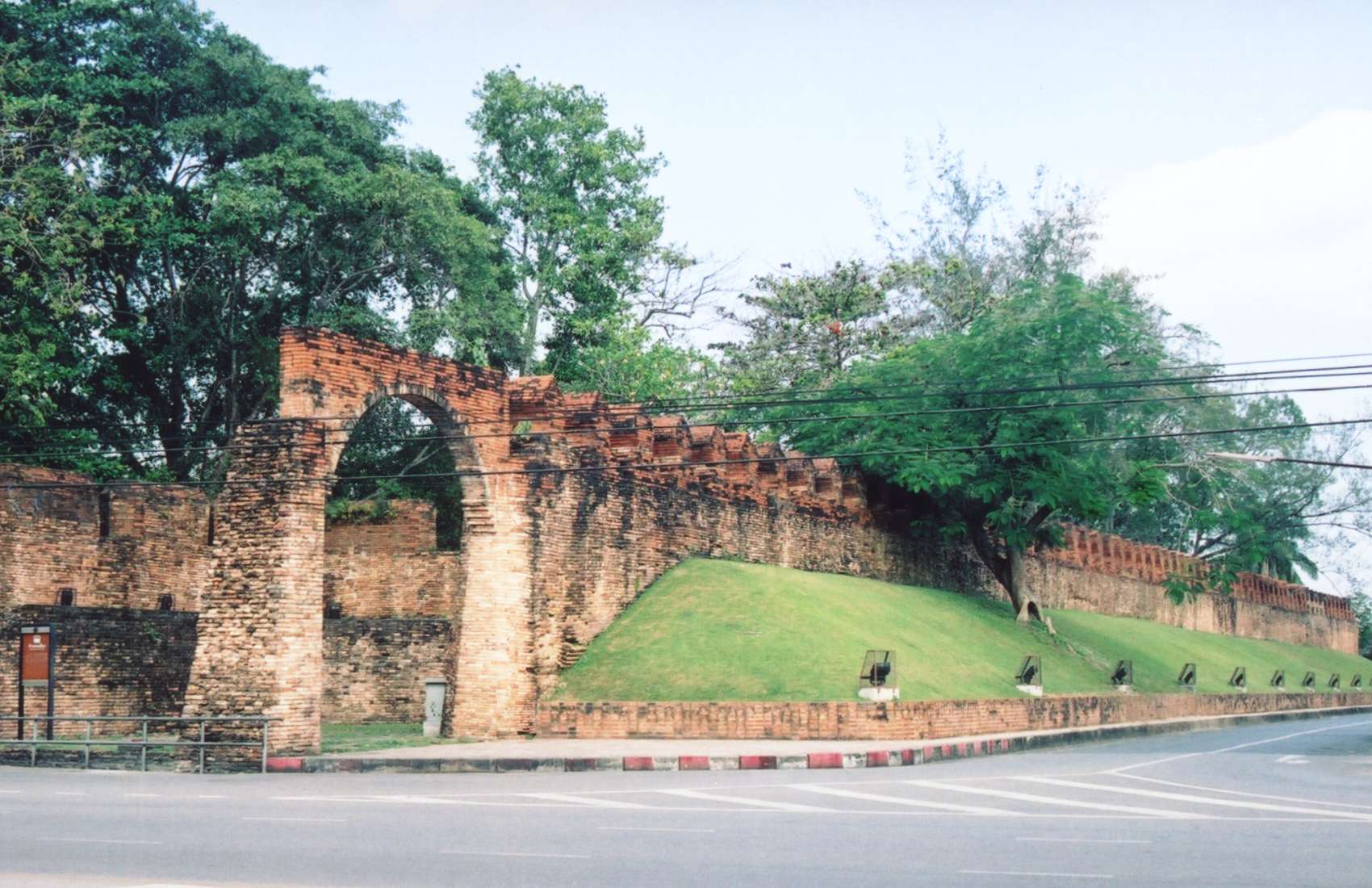
나콘시탐마랏의 북문. 현존하는 유일한 성문이다.

나콘시탐마랏 도시사에 의하면, 1278년, 도시가 재건되었을 때에 요새가 있었다. 1283년 제작된 람캄행 비문(Ram Khamhaeng inscription)에는 나콘시탐마랏이 수코타이 왕국)의 조공국 가운데 하나로 올라 있다. 1365년 고대 자바어로 기술된 '데사와르나나(Desawarnana)' 문서에 의하면, 마자파힛 왕국 역시 나콘시탐마랏을 시암의 속국으로 인식하였다. 1468년 제작된 보로마트라일록카낫(Borommatrailokkanat) 혹은 트라일록(Trailok) 왕의 '팔라티나테 법(Palatinate Law)'에 의하면, 나콘시탐마랏은 아유타야 왕국(Ayutthaya Kingdom)에 속하는 8대 대도시를 뜻하는 '프라야 마하 나콘(Phraya maha nakhon)' 중 하나였다. 나레수안 대왕(Naresuan the Great, 재위 1590-1605) 통치기에는 1등급 주인 '므앙 엑(Mueang Ek)'이 되었다.
아유타야 국왕 라메수안(Ramesuan, 재위 1388-1395)과 나라이(Narai, 재위 1656–1688)에 복구되었다고 기록되어 있다. 후자는 프랑스 기술자 드 라 마흐(M. de la Mare)가 지원하였다.
나콘시탐마랏 성벽은 동서 456미터, 남북 2,238미터 길이이며, 약 1평방킬로미터의 넓이를 둘러싸고 있다. 북벽에는 '프라투 차이 누에아(Pratu Chai Nuea)' 혹은 '프라투 차이 삭(Pratu Chai Sak)'이라는 문이 하나 있다. 남벽에도 문이 하나 있었다. 동벽에는 문이 셋 있어 바다로 통하게 했다. 서벽에는 문이 5개 있었다. 오늘날 북문과 북벽 일부만이 남아 있다.

## 같이 보기
- 나콘시탐마랏 왕국
- 낙삿 도시(Naksat cities)

## 추가 읽기
- Sumio Fukami (2004). “The Long 13th Century of Tambralinga: From Javaka to Siam”. 《The Memoirs of the Research Department of the Toyo Bunko》 62: 45–79.
- Michel Jacq-Hergoualc'h (2002). 〈The Situation in the Malay Peninsula in the 10th and 11th Centuries" and "The Commercial Boom in the Malay Peninsula in the 12th and 13th Centuries〉. 《The Malay Peninsula: Crossroads of the Maritime Silk-Road (100 BC–1300 AD)》. Brill. 339–442쪽.
- O. W. Wolters (1958). “Tāmbraliṅga”. 《Bulletin of the School of Oriental and African Studies》 21 (3): 587–607. doi:10.1017/S0041977X00060195. S2CID 246638498.; also printed in Vladimir Braginsky, 편집. (2002). 《Classical Civilisations of South East Asia》. Routledge Curzon. 84–105쪽.